# Pałac w Rozalinie
Pałac w Rozalinie, Zespół Pałacowo Parkowy – zabytkowy pałac pochodzący z pierwszej połowy XIX wieku znajdujący się w Rozalinie, w województwie mazowieckim. Od 2016 roku działa w nim hotel.

## Historia i architektura

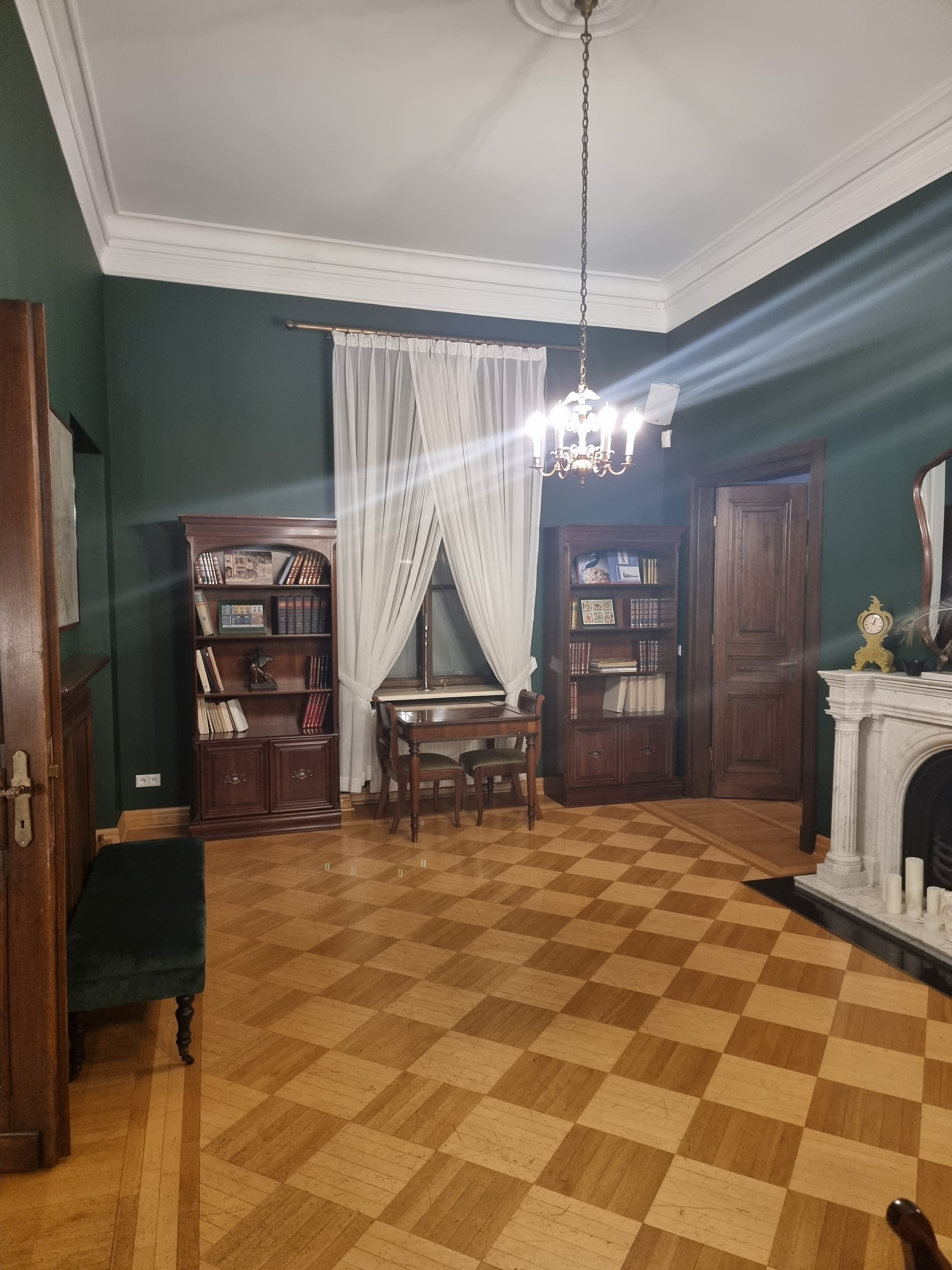
Sala kominkowa w pałacu

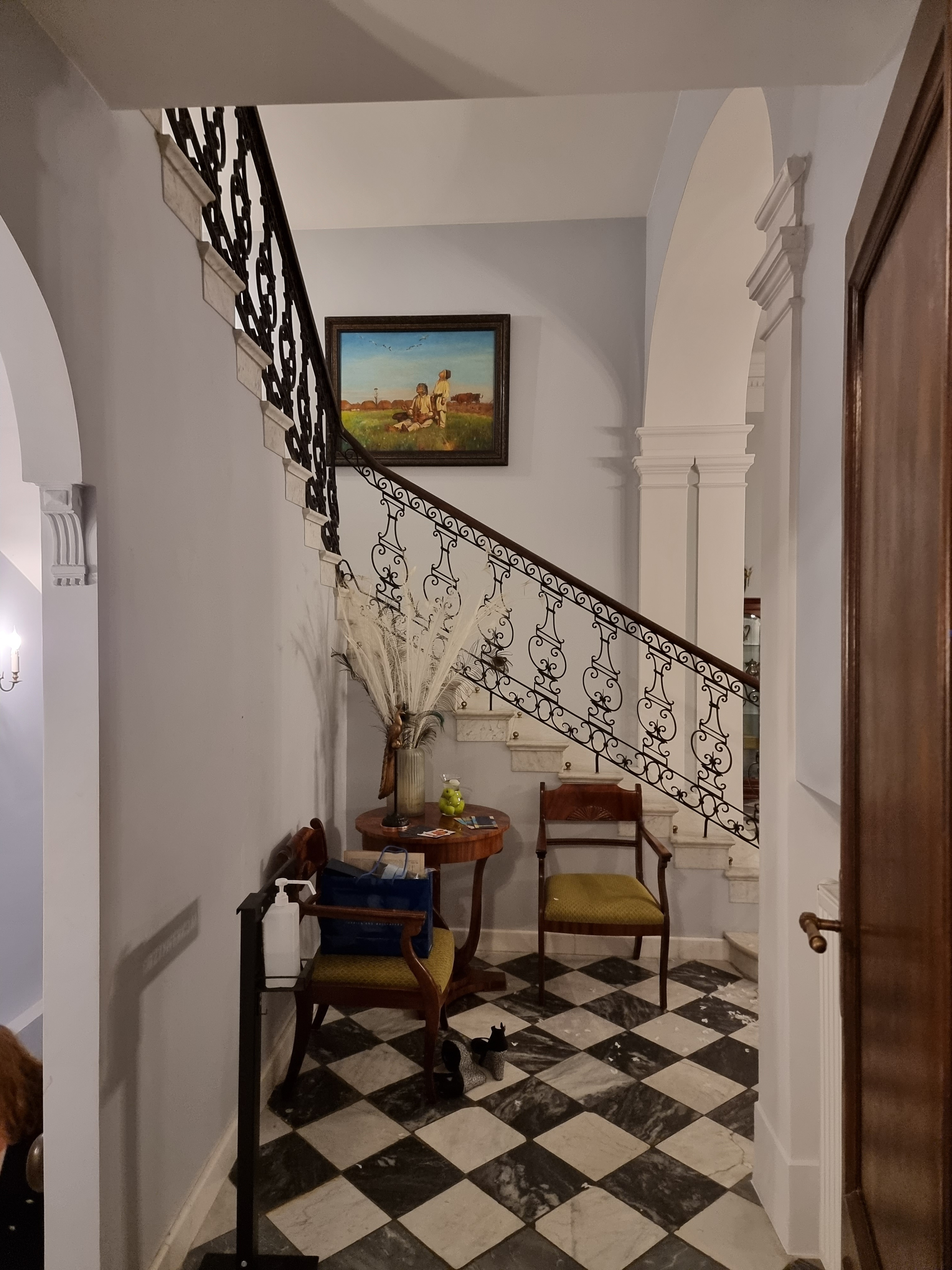
Hol w pałacu

Pałac letni został wzniesiony w latach między 1847, a przed 1857 rokiem z inicjatywy Aleksandry Rzewuskiej, żony Wacława Rzewuskiego i córki Rozalii Lubomirskiej zgilotynowanej w 1794 roku podczas trwania rewolucji francuskiej.
Pałac został zaprojektowany przez włoskiego architekta polskiego pochodzenia Henryka Marconiego, przedstawiciela klasycyzmu. Jednopiętrowy budynek, podpiwniczony, został wzniesiony na planie zbliżonym do kwadratu. Nakryty jest dachem czterospadowym. W trzyosiowej elewacji frontowej znajdującej się od południa, w jej osi, umieszczony został czterokolumnowy portyk wspierający dorycki fryz tryglifowy oraz taras na wysokości I piętra. Taras otoczony został żeliwną balustradą oraz filarami z wazonami. Na osi elewacji wschodniej umieszczony został dorycki portyk dwukolumnowy również podtrzymujący taras. Naroża budynku są boniowane. Kondygnacje oddziela gzyms. Nad oknami parteru umieszczone zostały trójkątne naczółki, a nad oknami drugiej kondygnacji odcinkowe gzymsy.
W wyniku często zmieniających się kolejnych właścicieli, wnętrza pałacu ulegały przebudowie; do czasów współczesnych zachował się m.in. hol ze ścianami rozczłonkowanymi pilastrami toskańskimi. W pałacu pomieszczenia podzielone są na: salę główną, salę kredensową, bibliotekę, salę kominkową i salę granatową.
Pierwotnie do pałacu od północy i wschodu przylegała parterowa oficyna
Pałac w testamencie zapisany był synowi Aleksandry – Leonowi, ale w 1864 roku został sprzedany Berkowi i Izaakowi Lichtenbaumom. W roku 1879 majątek nabyła Stefania z Ilińskich Laska, żona Władysława Laskiego, dyrektora Banku Międzynarodowego w Petersburgu. Najprawdopodobniej z jej inicjatywy pałac został przebudowany przez syna Henryka Marconiego, Leandra. Podobny budynek zaprojektowany przez Leandra Marconiego i utrzymany w stylu neorenesansowej wilii, znajduje się przy Alejach Ujazdowskich 27 w Warszawie i znany jest pod nazwą pałacyku Wilhelma Raua. W 1892 roku majątek nabyła Maria z Kwileckich Zawiszyna, a po jej śmierci w 1910 roku pałac odziedziczyła jej córka Magdalena Radziwiłowa. W 1923 roku część miejscowości Mały Rozalin wraz z zespołem pałacowo-ogrodowym nabył doktor Kazimierz Rakowski, a po jego śmierci właścicielem została jego córka Bronisława Stankiewiczowa.

### Historia pałacu po 1945 roku
W 1949 roku Bronisława Stankiewiczowa została bezprawnie wywłaszczona. W kolejnych latach pałacowe pomieszczenia zaadaptowano na potrzeby Federacji Socjalistycznych Związków Młodzieży Polskiej. W latach 1981(2)–1992 w pałacu mieścił się Centralny Uniwersytet Ludowy, a na terenie parku, między pięcioma stawami, postawiono pawilony dla słuchaczy. Placówka organizowała seminaria z zakresu kultury i oświaty oraz kształciła kadry pedagogiczne dla innych uniwersytetów ludowych. Od 1987 roku uniwersytet prowadził kursy edukacji kulturalnej m.in. instruktorów upowszechniania filmów. W pierwszej dekadzie XXI wieku w pałacu Narodowy Bank Polski organizował konferencje; NBP wyremontował również dach.
W 1993 roku minister rolnictwa Gabriel Janowski, a następnie Naczelny Sąd Administracyjny, unieważnili przejęcie dworku w 1948 roku. W 1994 roku, nie mogąc doczekać się decyzji sądu, Bronisława Stankiewiczowa weszła na teren i przejęła go siłą w asyście ochraniarzy. W 1994 roku, po śmierci Stankiewiczowej, pałacyk odziedziczył jej syn, profesor uniwersytecki. W 1996 roku Naczelny Sąd Administracyjny, pod przewodnictwem sędziego Jana Bały, potwierdził, że Krystyna Krysowska jest właścicielką zespołu pałacowo-parkowego w Rozalinie. Kolejny minister unieważnił decyzję swojego poprzednika, a NSA uchylił decyzję ministra i skierował sprawę do ponownego rozpatrzenia. W 2001 roku NSA nakazał ministrowi rolnictwa rozstrzygnięcie sprawy.
W 2003 roku pałac wraz z okalającym go 24-hektarowym parkiem został sprzedany Annie Molgo.
W pałacu organizowane są przyjęcia weselne, spotkania rodzinne i biznesowe, eventy oraz szkolenia i konferencje. W pałacu znajdują się również dwa pokoje gościnne, a przy posesji wzniesiony został hotel butikowy dla gości indywidualnych o nazwie Parkowa Sypialnia. Hotel ma siedemnaści pokoi.

## Pałac w Rozalinie w kulturze
W  1976 roku Krzysztof Zanussi nakręcił w pałacu film „Barwy ochronne”. W latach 2018–2020 w pałacu kręcone były trzy kolejne sezony Projektu Lady firmowane przez telewizję TVN.